# María Florencia Fernández
María Florencia Fernández (12 de novembre de 1991) és una jugadora d'escacs argentina, que té el títol de Mestre Internacional Femení des de 2013.
A la llista d'Elo de la FIDE del novembre de 2015, hi tenia un Elo de 2219 punts, cosa que en feia la jugadora número 4 i 128 absolut (en actiu) de l'Argentina. El seu màxim Elo va ser de 2234 punts, a la llista del maig de 2014.

## Resultats destacats en competició
Els anys 2009 i 2013 fou campiona femenina de l'Argentina, mentre que el 2011 fou tercera (la campiona fou Ayelén Martínez), i subcampiona el 2014 a mig punt per darrere de Claudia Amura.

### Participació en olimpíades d'escacs
Florencia ha participat, representant Argentina, en tres Olimpíades d'escacs entre els anys 2010 i 2014, amb un resultat de (+10 =5 –10), per un 50,0% de la puntuació. El seu millor resultat el va fer a les Olimpíada del 2010 en puntuar 4 de 7 (+3 =2 -2), amb el 57,1% de la puntuació, amb una performance de 2060.